# André Bjerke

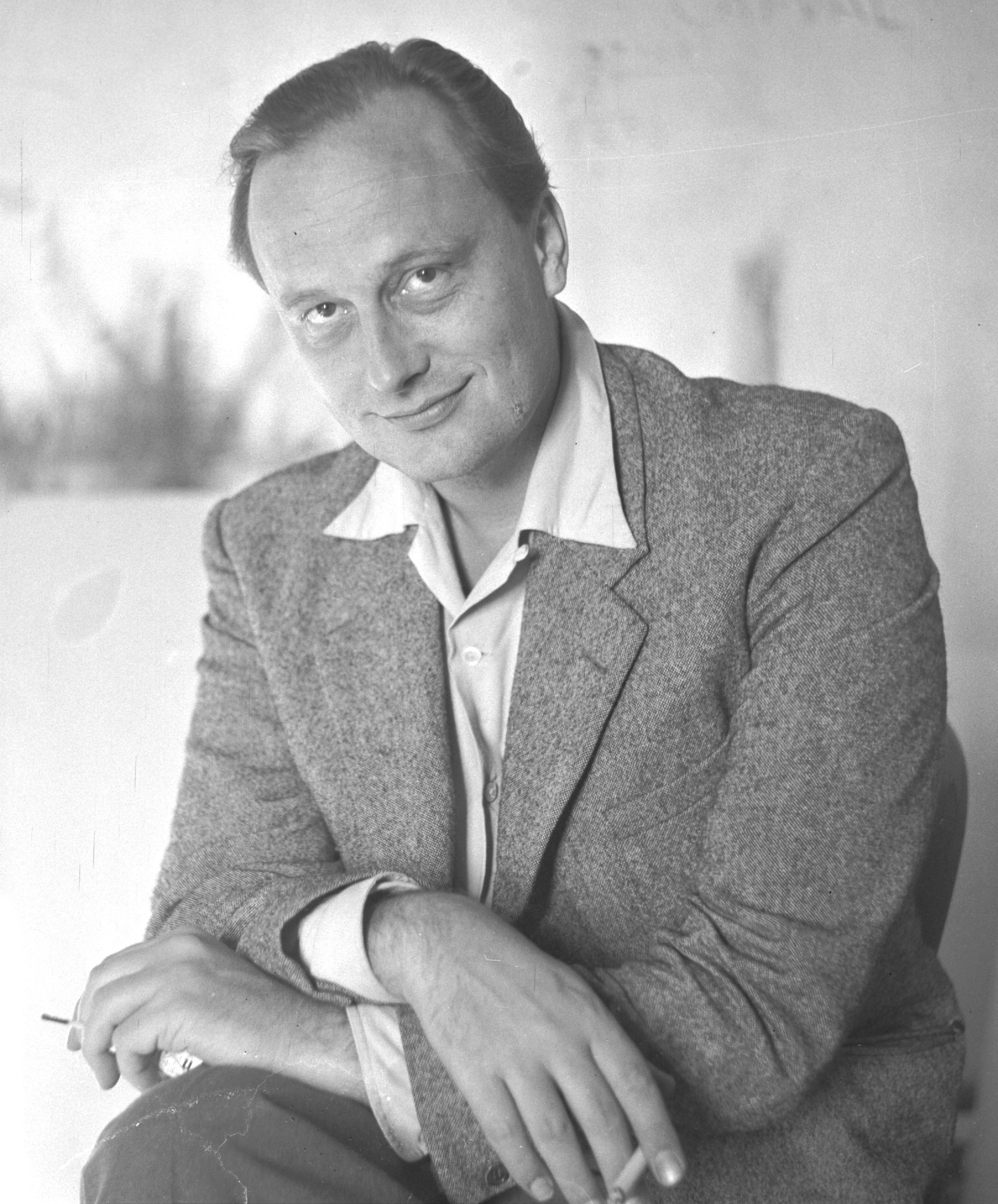
Bjerke um 1958

Jarl André Bjerke (* 30. Januar 1918 in Oslo; † 10. Januar 1985 in Oslo) war ein norwegischer Schriftsteller und Lyriker, der teilweise unter dem Pseudonym Bernhard Borge schrieb. Nach seinem Debüt 1940 wurde er nach dem Krieg einer der wichtigsten Schriftsteller Norwegens. Er war zudem als Übersetzer tätig.

## Leben
André Bjerke kam im Jahr 1918 als Sohn des Schriftstellers Ejlert Bjerke (1887–1963) und dessen Ehefrau Karin Svenson (1891–1964) im heutigen Osloer Stadtteil Aker zur Welt. Sein Cousin mütterlicherseits war der Autor Jens Bjørneboe. Im Jahr 1946 heiratete er Mette Brun. 1959 ging er eine Ehe mit der Schauspielerin Henny Elisabeth Moan ein, diese wurde 1972 geschieden. Seine dritte Ehefrau wurde Gerd Granholt.
Im Jahr 1940 veröffentlichte er mit Syngende jord sein erstes Werk, das zweite folgte mit Fakkeltog zwei Jahre später. Während des Zweiten Weltkriegs boykottierten die meisten norwegischen Schriftsteller die nazifizierten Verlage. André Bjerkes Vater ließ sich jedoch auf eine Zusammenarbeit mit ihnen ein und veröffentlichte dort eine Neudichtung von Johan Ludvig Runebergs Werk Fähnrich Stahl. Da André ihm bei der sprachlichen Ausarbeitung half, wurde auch er nach dem Zweiten Weltkrieg dafür kritisiert. Allerdings war er auch selbst Opfer der deutschen Besatzung und musste in seiner Zeit als Student in die Telemark fliehen.
Durch seinen Vater bekam er die Inspiration dafür, sich mit klassischer Weltliteratur zu beschäftigen. Außerdem lehrte ihn dieser im Schachspiel, was er auch in seinem 1968 erschienenen Buch Spillet i mitt liv thematisiert.
Im Laufe seiner Karriere übersetzte Bjerke auch Dramen und Lyrik von Shakespeare, Molière, Goethe, Racine, Kipling, Parker, Poe, Hesse, Heine, Dickinson und Blixen. So übersetzte er unter anderem auch Goethes Faust. Eine Tragödie. und Faust. Der Tragödie zweiter Teil. Bei Fertigstellung der Übersetzung des zweiten Teils im Jahr 1983 saß er bereits im Rollstuhl. Des Weiteren gab er mehrere Kinderbücher heraus.
Er benutzte das Pseudonym Bernhard Borge für seine Krimis. Der 1942 veröffentlichte Kriminalroman De dødes tjern wurde 1958 in Regie von Kåre Bergstrøm verfilmt. Bjerke wirkte dabei als Schauspieler mit.
Bjerke schrieb auf Riksmål und engagierte sich für seine Sprache, u. a. als Vorsitzender des Riksmålsforbundet für dessen offizielle Zeitschrift Ordet er von 1950 bis 1966 Redakteur war und als Vorsitzender der Forfatterforeningen av 1952.

## Bibliographie

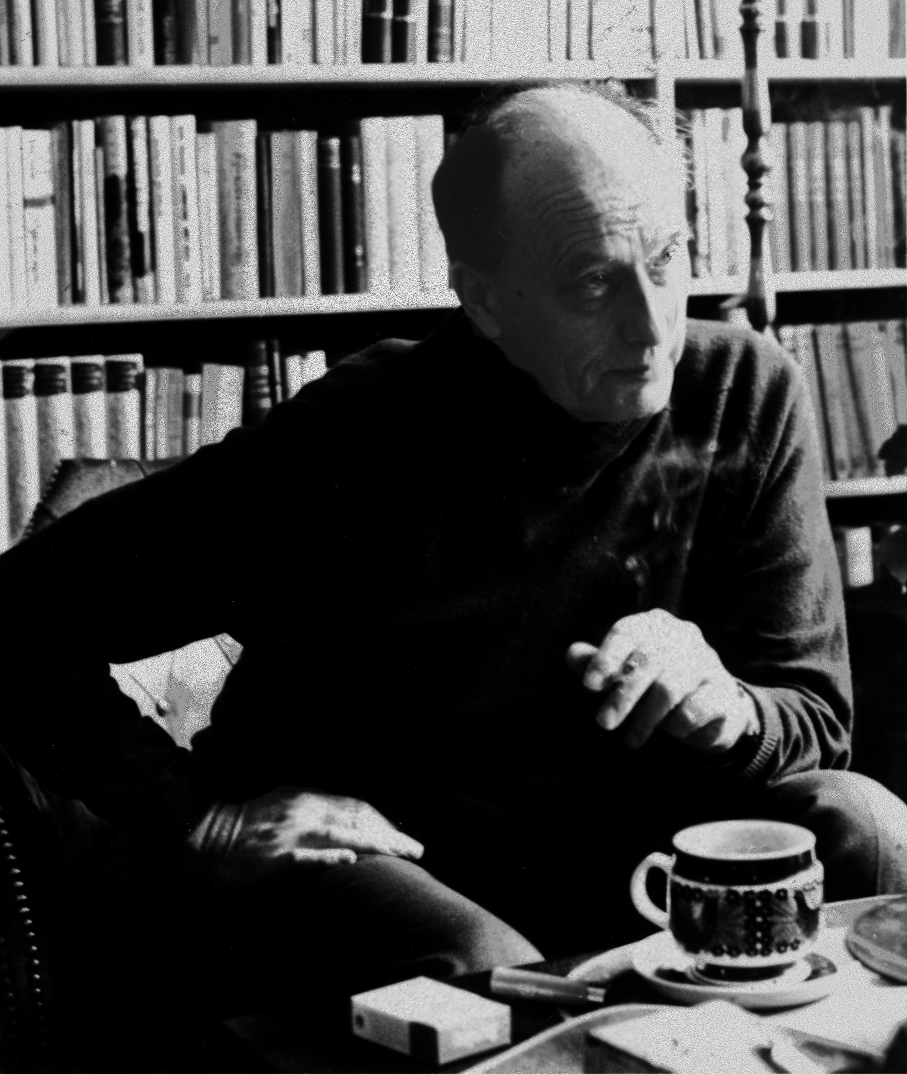
Bjerke um 1980
Foto: André Savik

### Lyrik
- Syngende jord, 1940
- Regnbuen, 1946
- Fakkeltog, 1942
- Eskapader, 1948
- Dikt om vin og kjærlighet, 1950
- Den hemmelige sommer, 1951
- Prinsessen spinner i berget, 1953
- Slik frøet bærer skissen til et tre, 1954
- En kylling under stjernene, 1960
- Med alle mine fugler (hundre dikt) 1965
- En skrift er rundt oss, 1966
- Skyros, Egeerhavet, 1967
- Det finnes ennu seil, 1968
- En helt almindelig lek (Gedichte in Auswahl) 1973
- Et strå i vind, 1974
- Sol, måne og elleve stjerner (Ausgewählte Gedichte), 1975
- Samlede dikt, 1977 (Zwei Bände)
- I byen min, 1979
- Hverdagsmirakel og andre efterlatte dikt, 2001
- Samlede dikt, 2003 (Gesammelte Gedichte, erstmals vollständig)

### Kriminalliteratur
(Unter dem Pseudonym Bernhard Borge)
- Nattmennesket, 1941
- De dødes tjern, 1942 (dt. Tod im Blausee), 1958 verfilmt[2]
- Døde menn går i land, 1947
- Skjult mønster, 1950
- Enhjørningen, 1963
- Onkel Oscar starter opp, 1970 (Kriminalgeschichten, zusammen mit Harald Tusberg)
- Onkel Oscar kjører videre, 1970 (Kriminalgeschichten, zusammen mit Harald Tusberg)
- Hobbydetektiven: historiene om Klaus Vangli, 1971 (Kriminalgeschichten)

### Prosa
- Hva er god stil? 1955
- Rim og rytme: en liten verselære, 1956
- Babels tårn, 1959
- Neue Beiträge zu Goethes Farbenlehre. (Nye bidrag til Goethes farvelære, 1961)
- Hva er godt riksmål? Spørsmål og svar, 1962
- Sproget som ikke ville dø, 1964
- Arnulf Øverland – vårt sprogs konservator og fornyer, 1965 (über Arnulf Øverland)
- Dannet talesprog, 1966
- Reiser gjennom århundrene: i syv stilepoker, 1967
- Hva er godt riksmål? Spørsmål og svar, 1967
- Hårdt mot hårdt, 1968
- Spillet i mitt liv: en amatør ved sjakkbrettet, 1968
- Grenseland – fem år efter, 1977 (zusammen mit Harald Tusberg)
- Versekunsten: rytme og rim, 1980 (überarbeitete Ausgabe von Rim og rytme von 1956)

### Novellen
- Tryllestaven, 1961
- Fortellinger ved peisen, 1981 (Auswahl von Kurzgeschichten)

### Essays
- Fuglen i fikserbildet: fragmenter av en livsanskuelse, 1955
- I syklonens sentrum, 1970
- Å kunne eller ikke kunne, 1970
- Med kritiske øyne, 1971 (Neujahrsgruß der Aas & Wahls boktrykkeri. Nicht im Handel erhältlich.)
- Djevelens omgangsfelle, 1974
- I kampens glede, 1982 (Eine Auswahl von Essays aus früheren Sammlungen)

### Humor
- Den bakvendte boken, 1949 (zusammen mit Odd Eidem und Carl Keilhau)
- Den bakvendte familieboken – ved tre av dem 1951 (zusammen mit Odd Eidem und Carl Keilhau)
- Den bakvendte familieboken – ved to av dem 1955 (zusammen mit Carl Keilhau)

### Kinderbücher
- Fabelen om Gry og Gruble, 1948
- For moro skyld 1956
- Mere moro 1957
- Fru Nitters datter
- André Bjerkes ABC, Riksmålsforbundet, 1959
- Moro-vers, 1980 (Sammlung von Gedichten für Kinder, mit Illustrationen von Rune Johan Andersson; spätere Ausgaben (1995 und 2000) mit einer weniger umfangreichen Auswahl und Illustrationen von Fam Ekman bzw. Svein Nyhus)

### Sonstiges
- For anledningen (prologer gjennom 15 år), 1963
- Før teppet går opp (prologer gjennom 25 år), 1973
- André Bjerke i lek og alvor, 1982 (Festschrift anlässlich seines 65. Geburtstags)

## Auszeichnungen
- 1958 Bastianprisen
- 1963 Riksmålsprisen – Literaturpreis der Riksmålsforening in Oslo und Bærum
- 1967 Riksmålsforbundet: Lytterprisen
- 1972 Übersetzerpreis des Norwegischen Kulturrates
- 1973 Riverton-Preis (Kategorie Ehrenpreis)
- 1980 Kulturpreis der Stadt Oslo
- 1981 Grand Master-Diplom der Svenska Deckarakademin
- 1983 Ritter des Sankt-Olav-Ordens